# اللجنة الفلبينية المعنية بالمرأة
اللجنة الفلبينية المعنية بالمرأة (المسماة رسميًا باللجنة الوطنية المعنية بالمرأة الفلبينية) هي وكالة حكومية تُديرها الحكومة الفلبينية بهدف حماية وتعزيز حقوق المرأة الفلبينية، وقد أُنشئت في السابع من يناير لعام 1975 م بموجب المرسوم الرئاسي رقم 633.
تم إقرار الماجنا كارتا الخاصة بالمرأة لتصبح قانونًا يضمن حماية أفضل للمرأة، وذلك في الرابع عشر من أغسطس لعام 2009 م. وقد شغلت الفلبين المركز الأربعين من بين 155 دولة في مؤشر التنمية الجنسانية (المتعلقة بالمساواة بين الجنسين) عند المقارنة المباشرة  بين نتائج الدول في هذا البند المُدرج في مؤشر التنمية البشرية، وذلك وفقًا لتقرير الأمم المتحدة للتنمية البشرية لعام 2009 م. وشغلت الفلبين المركز التاسع من بين مئة وثلاثين دولة في تقرير الفجوة بين الجنسين على مستوى العالم الصادر عن المنتدى الاقتصادي العالمي لعام 2009 م.
في الرابع عشر من يوليو لعام 2016 م، تم نقل الإشراف (الرقابة) على ستة عشر وكالة حكومية من ضمنها اللجنة، لتصبح خاضعة لسكرتارية رئاسة الوزراء بعدما كانت تحت إشراف رئيس الجمهورية، وذلك بموجب الأمر التنفيذي رقم 1 الصادر عن رئيس الجمهورية رودريفو دوتيرتي. وقد صدر أمر تنفيذي آخر برقم 67  في 31 من أكتوبر لعام 2018 م، بموجبه تم نقل الاشراف على اللجنة الفلبينية المعنية بالمرأة واللجنة الوطنية المعنية بمسلمي الفلبين واللجنة الوطنية للشباب من سكرتارية رئاسة الوزراء لتخضع لوزارة الداخلية والحكم المحلي.

## عن المنظمة
أُنشئت اللجنة في البداية ككيان استشاري يساعد رئيس الجمهورية ورئاسة الوزراء فيما يتعلق بسياسات وبرامج تحسين أوضاع المرأة. كُلِفت اللجنة بالمراجعة والتقييم واقتراح مؤشرات للقياس وتحديد الأولويات؛ لضمان الدمج الشامل للمرأة في كافة برامج التطوير الاقتصادية والاجتماعية والثقافية، وعلى كافة المستويات المحلية والوطنية والإقليمية والدولية، وتحقيق أكبر قدر من المساواة بين المرأة والرجل.
تضمنت أهداف المنظمة ما يلي:
- تنظيم النساء في حركة وطنية تسمى «باليكاتان سا كونونلان» (مسجلة الآن كمنظمة نسائية مستقلة).
- إجراء الدراسات السياسية وكسب التأييد لإصدار التدابير التنفيذية والتشريعية المتعلقة بالمرأة.
- إنشاء مركز لتبادل المعلومات ومركز المعلومات عن النساء
- مراقبة تنفيذ اتفاقية الأمم المتحدة للقضاء على جميع أشكال التمييز ضد المرأة (سيداو)

## وصلات خارجية
- لجنة الفلبين المعنية بالمرأة
- المرسوم الرئاسي رقم 633
- الأمر التنفيذي رقم 348